# 瓦丘科查湖 (聖路易區)
9°10′03″S 77°14′07″W / 9.16750°S 77.23528°W

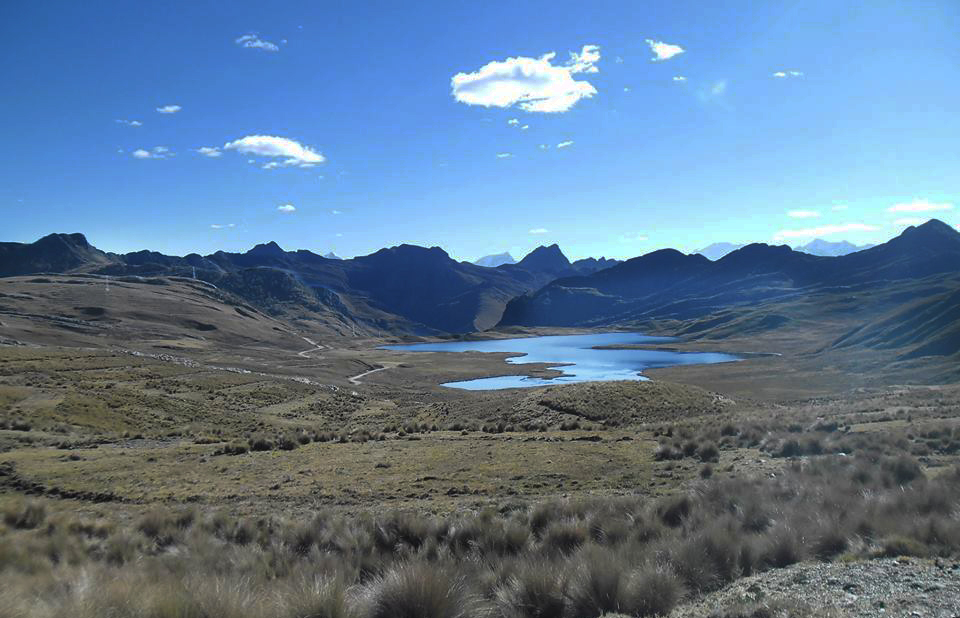

瓦丘科查湖（Huachucocha），是秘魯的湖泊，位於該國北部安卡什大區，由卡洛斯費爾明菲茨卡拉爾省的聖路易瓦區負責管轄，該湖泊海拔高度4,400米。